# Stazione di Canneto sull’Oglio
Stazione di Canneto sull'Oglio vasútállomás Olaszországban, Lombardia régióban, Canneto sull’Oglio településen.

## Vasútvonalak
Az állomást az alábbi vasútvonalak érintik:
- Brescia–Parma-vasútvonal

## Kapcsolódó állomások
A vasútállomáshoz az alábbi állomások vannak a legközelebb:
- Stazione di Piadena
- Stazione di Asola